# Aglaophamus macroura
Aglaophamus macroura är en ringmaskart som först beskrevs av Schmarda 1861.  Aglaophamus macroura ingår i släktet Aglaophamus och familjen Nephtyidae.
Artens utbredningsområde är havet kring Nya Zeeland. Inga underarter finns listade i Catalogue of Life.